# Endspiel (Kurzfilm)
Endspiel (Originaltitel: End Game) ist ein englischsprachiger Dokumentar-Kurzfilm von den Filmemachern Rob Epstein und Jeffrey Friedman. Er wurde von Netflix produziert und handelt von Patienten und Ärzten und ihrem Umgang mit dem Tod.
Endspiel war bei der Oscarverleihung 2019 in der Kategorie Bester Dokumentar-Kurzfilm nominiert.

## Inhalt
Der Dokumentarfilm zeigt sterbende Patienten aus zwei Krankenhäusern in der San Francisco Bay Area in den letzten Tagen ihres Lebens, ihre Ärzte und Familienangehörigen und thematisiert, wie sie mit ihrem bevorstehenden Tod umgehen.
Eine der im Zentrum des Films stehenden Patienten ist die 45-jährige Mitra, die als Krebspatientin im San Francisco Medical Center der Universität Kalifornien behandelt wird. Gezeigt werden auch ihr Mann Hamid und ihre Mutter Vaji sowie die behandelnden Ärzte und Pflegekräfte und wie jeder Einzelne mit dem bevorstehenden Tod Mitras umgeht.
Ein weiterer Patient ist der ebenfalls an Krebs erkrankte Pat Harris, der seine letzten Tage am Zen Hospice Project verbringt. Der Gründer des Projekts, B.J. Miller, wird porträtiert und so seine Mission, das Lebensende als Bestandteil des Lebens und nicht rein medizinisch zu erfahren, greifbar gemacht.

## Veröffentlichung
Der Film wurde erstmals im Januar 2018 auf dem Sundance Film Festival gezeigt. Ab dem 4. Mai 2018 war er im Internet über Netflix abrufbar.

## Festivals und Auszeichnungen
Sowohl beim Sundance Film Festival als auch für die Oscarverleihung 2019 wurde Endspiel für den Preis in der Kategorie  „Bester Dokumentar-Kurzfilm“ nominiert.